# Sciences humaines et sociales
Ne doit pas être confondu avec Sciences humaines (magazine), Sciences humaines (revue) ou Sciences sociales.
Les sciences humaines et sociales (SHS) représentent, en France notamment, un ensemble de disciplines étudiant divers aspects de la réalité humaine sur le plan de l'individu et sur le plan collectif. 
Au sein du système éducatif en France, cette dénomination désigne ainsi les disciplines appartenant soit à ce qui est aujourd'hui simplement appelé les sciences sociales, soit aux lettres. 

## Perspective historique des différents champs des sciences humaines et sociales
Les dénominations des actuelles « sciences humaines et sociales » varient dans l'histoire et selon les pays, sans toujours recouvrir exactement les mêmes champs de recherche concernés[réf. nécessaire]

### Problématique des appellations et champs concernés
En France, les « sciences humaines » désignent en général les études de psychologie et de sociologie. « Depuis la Seconde Guerre mondiale, l'expression a remplacé l'ancienne appellation de « sciences morales » », et selon Edmond Ortigues, cette appellation fut utilisée en 1942, pour traduire « l'ouvrage de Wilhelm Dilthey sur les « sciences de l'esprit » (Geisteswissenschaft) » sous le titre « Introduction aux sciences humaines ». E. Ortigues rapporte qu' « on transforma les facultés des lettres en facultés des lettres et sciences humaines, dans le dessein d'y promouvoir l'enseignement d'une partie des sciences sociales (la psychologie et la sociologie), au voisinage des humanités littéraires » (décret paru au Journal officiel du 27 juillet 1958). Il précise à cette occasion que l'anglais recourt à cette dénomination « parfois dans des contextes assez lâches, mais dit plus couramment social sciences ».
L'expression anglaise de « science sociale » serait apparue en 1824, dans un livre du coopératiste William Thompson.
D'après E. Ortigues, l'expression « sciences humaines » est une désignation académique « typiquement française » qui « ne recouvre pas tout le champ des sciences de l'homme ». En particulier l'histoire en est exclue. La formule aurait « l'inconvénient de ne pas préciser ce qui, en l'homme, relève des sciences positives, c'est-à-dire du recours à l'expérience ». Ortigues considère qu'en parlant des « sciences de l'homme », « le mot « homme » désigne un domaine intermédiaire entre, d'une part, les sciences naturelles (biologie) et, d'autre part, les sciences abstraites du raisonnement (logique, mathématique, philosophie) ». Le domaine des « sciences humaines » a selon lui « un caractère social dans la mesure où il inclut l'acquisition d'un langage et d'une culture », et « les formes sociales sont des formes mixtes qui participent à la fois de la vie et de la pensée ».

### Position «positiviste»
Le XIXe siècle fut l'âge du positivisme, qui désigne, au sens strict du terme, le système d'Auguste Comte. Ce dernier affirmait en effet que la société traversait trois étapes ascendantes et progressives, l'âge théologique, l'âge métaphysique et enfin l'âge scientifique. Cette vision évolutionniste, qui considère l'histoire comme ayant un sens unilinéaire, a été très largement partagée au XIXe siècle (Friedrich Hegel, Oswald Spengler, etc.), bien que la détermination du « sens » en question ait été matière à débat.
Karl Marx et Engels, qui formulent le projet d'un « matérialisme scientifique », ont eu une influence décisive dans le développement des sciences sociales, bien que la genèse de certaines d'entre elles, dont l'économie, ait précédé la formation théorique du marxisme. Tocqueville, Montesquieu (et sa théorie des climats), Rousseau, ou Al-Biruni et Ibn Khaldoun ont été tour à tour considérés[réf. nécessaire] comme des ancêtres des sciences sociales (Lévi-Strauss a attribué[réf. nécessaire] en particulier un rôle décisif à Rousseau et Montaigne[réf. nécessaire] dans sa théorie de l'ethnologie).
Vers la fin du XIXe siècle, les tentatives visant à recourir à des équations pour rendre compte du comportement devinrent de plus en plus communes[réf. nécessaire]. Parmi ces premières tentatives, figurent le cas des « lois » de la philologie qui visaient à cartographier les changements sonores d'une langue à travers le temps[réf. nécessaire].

#### Positivisme logique: vérification et distinction faits-valeurs
Au début du XXe siècle, le positivisme logique émerge dans le Cercle de Vienne. Le projet de Bertrand Russell, Rudolf Carnap, Alfred Ayer, etc., consiste à tenter de réduire la philosophie à la logique afin d'en faire une « science dure ». Par-delà la critique du kantisme, et en particulier de l'existence des jugements synthétiques a priori, il s'agit en fait de reconduire, par d'autres moyens, le projet kantien de faire de la métaphysique une science. Tandis que Kant voulait faire cela en imitant la révolution copernicienne, le Cercle de Vienne comptait faire cela en éradiquant les énoncés métaphysiques des sciences elles-mêmes, et par un réductionnisme logiciste affirmé. Le Cercle de Vienne pose ainsi les fondements de la philosophie analytique, qui, par sa méthode, tente de s'affirmer comme science rigoureuse. Dans le même temps, Husserl tente, avec la phénoménologie, de bâtir lui aussi une « méthode rigoureuse ». Ces développements de la philosophie consistent ainsi à essayer de trouver ce qui serait une alternative aux méthodes en œuvre dans les sciences de la nature.
Ils influencent nombre de projets théoriques portés par les sciences humaines et sociales, dont le behaviorisme ou le positivisme juridique. De plus, en imposant la distinction faits-valeurs d'un côté, et de l'autre le vérificationnisme, c'est-à-dire l'idée selon laquelle seul peut être validé scientifiquement un énoncé empiriquement testé par l'expérience (au sens large, et non au sens restreint d'expérimentation scientifique), ils conduisent à une certaine conception de la science qui engendrera de nombreux débats en épistémologie. Karl Popper y jouera un rôle majeur, en substituant le critère de réfutabilité au critère vérificationniste, permettant selon lui d'obtenir enfin un critère de scientificité valable. Cela lui permet notamment d'exclure le marxisme et la psychanalyse du champ scientifique.
On peut toutefois se demander s'il est possible d'obtenir un critère unique de scientificité, et si la définition du critère de réfutabilité par Popper ne procède pas d'une volonté préalable d'exclure du champ scientifique marxisme et psychanalyse. La recherche d'un tel critère demeure, aujourd'hui encore, un sujet de recherche problématique pour la philosophie des sciences et l'épistémologie.

#### Ouverture de l'histoire aux sciences humaines
En 1929, les historiens français Marc Bloch (1886-1944) et Lucien Febvre (1878-1956) basés à l'université de Strasbourg - dont le but était d'en faire une nouvelle capitale régionale - publient une nouvelle revue historique appelée alors Annales d'histoire économique et sociale. Ils fondent alors le courant historique de l’École des Annales qui met en avant une histoire globale prise en compte dans le temps et dans l'espace. C'est une façon nouvelle de faire de l'histoire basée sur la glose des sources et leur croisement, l'étude de la démographie, de l'économie, du comportement humain des individus dans le temps et dans l'espace. Marc Bloch écrivit par la suite un ouvrage de méthodologie intitulé Apologie pour l'histoire ou Métier d'historien que Lucien Febvre publiera en 1949 à titre posthume. Marc Bloch étant médiéviste publient de nombreux ouvrages tels que La société féodale dont les cent premières pages traitent uniquement de l'économie. Aujourd'hui l'histoire est représentée par le Centre de la Recherche Historique annexe du CNRS et de l'EHESS.

#### Du behaviorisme aux sciences cognitives
Sous l'influence du positivisme logique, le behaviorisme devient la tendance dominante de la psychologie aux États-Unis pendant toute la première moitié du XXe siècle, critiqué par un renouveau de la philosophie du langage et de l'esprit, il fut supplanté par le modèle des sciences cognitives. Celles-ci font rejoindre autour d'un même objet d'étude, le fonctionnement du cerveau et de l'esprit, un ensemble de disciplines hétérogènes, telles que les mathématiques ou la philosophie.

### Neutralité axiologique en sociologie
Outre le positivisme, c'est le principe de neutralité axiologique, formulé par Max Weber dans Le Savant et le politique (1919), qui préside à l'ambition scientifique de la sociologie. Ce principe, qui rejoint partiellement la distinction faits-valeurs (théorisée en particulier par Alfred Ayer dans Langage, Vérité et Logique, 1936), est le réquisit (le présupposé) de l'objectivité des sciences humaines et sociales. Cependant, la compréhension française de la notion de neutralité axiologique serait issue d'après Isabelle Kalinowski d'une erreur de traduction de la part de Julien Freund, sur les conseils de Raymond Aron. Elle propose une relecture du concept en expliquant que cette traduction était liée à un environnement anti-marxiste, et que le concept de Weber a été déformé.
Weber soutenait en fait que le sociologue devait être conscient de ses propres jugements de valeur, ce qui permettait d'aller vers un idéal de neutralité axiologique permettant de réduire les biais dans l'étude des phénomènes sociaux: Comme le souligne H. Albert,« cette prise de position en faveur de la neutralité axiologique « n’a jamais conduit Weber à affirmer que la science serait en tant que telle “indépendante à l’égard des valeurs” au sens où les jugements de valeur, normes et idéaux ne joueraient aucun rôle dans le processus de la connaissance. Les critiques du principe de l’indépendance à l’égard des valeurs semblent lui attribuer de telles conceptions de diverses manières pour rendre leurs attaques plausibles. Que la science ait été pour lui une entreprise de la société, un domaine défini institutionnellement et en cela régi par des normes, où les jugements de valeur, les idéaux et les décisions ont une importance essentielle, voilà qui ne devrait guère faire de doute pour qui connaît ses travaux sur la question » (Albert, 1987, p. 98) ». Weber ne prônait pas un non engagement public de la part du scientifique, ou que le scientifique s'empêche de toucher à un sujet sensible, mais seulement qu'Il soit conscient que lui aussi porte des jugements de valeurs, et qu'il doit veiller à éviter de le faire dans son travail scientifique.

### Retour à une certaine «subjectivité» dans la méthode?
Depuis la fin du XXe siècle, la subjectivité retrouverait-elle droit de cité dans les sciences humaines et sociales ?
En histoire, l'éditeur Pierre Nora a introduit la notion d'"Égo-histoire" (1987), qui permet aux historiens de se faire les « historiens d'eux-mêmes ».
Le chercheur Ivan Jablonka a proposé la notion de « je de méthode » pour faire de la subjectivité du chercheur un outil épistémologique, accroître la réflexivité et introduire dans le texte une dimension littéraire.

## Disciplines
Le classement des disciplines peut varier selon les pays et les perspectives d'un point de vue international.

### Nouvelle nomenclature des SHS, 2010 (France)
Au niveau de la recherche scientifique en France, le classement des disciplines est le suivant dans la nouvelle nomenclature (2010) de la stratégie nationale pour la recherche et l'innovation (SNRI) des Sciences de l'Homme et de la Société (SHS) :
- SHS1 : Marchés et organisations (économie, finances, management) ;
- SHS2 : Normes, institutions et comportements sociaux (Droit, science politique, sociologie, anthropologie, ethnologie, démographie, information et communication) ;
- SHS3 : Espace, environnement et sociétés (Études environnementales, géographie physique, géographie sociale, géographie urbaine et régionale, aménagement du territoire) ;
- SHS4 : Esprit humain, langage, éducation (Sciences cognitives, sciences du langage, psychologie, sciences de l'éducation, STAPS) ;
- SHS5 : Langues, textes, arts et cultures (Langues, littérature, arts, philosophie, religion, histoire des idées) ;
- SHS6 : Mondes anciens et contemporains (Préhistoire, archéologie, histoire, histoire de l'art).

### Selon l'OCDE, manuel de Frascati
Les sciences suivantes sont classées selon le « Groupe de travail des experts nationaux sur les indicateurs de science et de technologie » (OCDE, R et D : Manuel de Frascati, 1963, 7e édition en anglais : 2015).
- Sciences sociales :
  - Psychologie
  - Économie et Gestion (économie, économétrie, relations industrielles, administration et gestion des entreprises) ;
  - Sciences de l'éducation (éducation en général, la pédagogie, la didactique)[Note 1] ;
  - Sociologie (sociologie, démographie, anthropologie, ethnologie, études sur les familles)[Note 2] ;
  - Droit (droit, criminologie, pénologie) ;
  - Science politique (sciences politiques, gestion publique, théorie de l'organisation)[Note 3] ;
  - Géographie sociale et économique (science de l'environnement (aspects sociaux), géographie culturelle et économique, études d'urbanisme (aménagement et développement urbains) : planification des transports et aspects sociaux des transports) ;
  - Médias et communication (journalisme, science de l'information (aspects sociaux), bibliothéconomie, médias et communication socioculturelle)[Note 4].
- Sciences humaines (ou humanités) :
  - Histoire, histoire de l'art, archéologie ;
  - Langues et littérature (études générales de langue, langues particulières, études de littérature générale, théorie littéraire, littératures particulières, linguistique)[Note 5] ;
  - Philosophie, morale et religion (philosophie, histoire et philosophie des sciences et de la technologie, éthique, théologie, études religieuses)[Note 6] ;
  - Arts (arts, conception architecturale, études des arts de la scène (musicologie, science théâtrale, dramaturgie), études du folklore, études portant sur les films, la radio et la télévision).

## Institutions
Diverses institutions de recherche, consacrées aux sciences dites plus spécifiquement « sociales » et à leur extension dans d'autres domaines (économie, politique, religions, histoire...), ont été créées dans la première moitié du XXe siècle : la New School for Social Research à New York, en 1919 ; l'Institut international d'histoire sociale à Amsterdam, en 1935 ; en France, depuis 1869 l'École pratique des hautes études possède une section consacrée à l'économie, et la VIe section de l'École deviendra l'École des hautes études en sciences sociales. L'École libre des sciences politiques a été créée en 1872, et deviendra en 1945 Sciences Po. À partir de 1963, Fernand Braudel a dirigé la Fondation Maison des sciences de l'homme, qu'il a contribué à créer.
La Fondation Rockefeller a créé le Département des relations industrielles, visant à mieux comprendre les mouvements sociaux, après le massacre de Ludlow (avril 1914). Le département a été présidé par William Lyon Mackenzie King, qui sera à plusieurs reprises Premier ministre du Canada. Dans les années 1930, la Fondation Rockefeller, qui avait commencé à financer de plus en plus d'infrastructures liées aux sciences sociales en créant entre autres le Social Science Research Council, a racheté le Centre de documentation sociale (CDS), créé en France par le mécène Albert Kahn, et situé rue d'Ulm, dans les locaux de l'École normale supérieure (ENS). Mais le CDS a cessé ses activités en 1941, et ses fonds ont été dispersés (la plupart étant conservés à la Bibliothèque de documentation internationale contemporaine (BDIC) de Nanterre).
En 1945 est créée l'Organisation des Nations unies pour l'éducation, la science et la culture (UNESCO). Les sciences humaines et sociales sont l'un des cinq secteurs spécialisés de l'organisation. Alva Reimer Myrdal, femme politique, diplomate et sociologue suédoise, est présidente du département des sciences sociales de l'UNESCO de 1950 à 1955. Elle reçoit le prix Nobel de la paix en 1982 (conjointement avec Alfonso García Robles). Audrey Azoulay, femme politique française, est la directrice générale de l'UNESCO depuis 2017.
En 1949, est fondée à Madrid l'Association internationale de sociologie (AIS), sans but lucratif. Elle regroupe des sociologues du monde entier. Margaret Archer est élue première présidente en 1990. L'AIS organise tous les quatre ans un congrès mondial.
En France, la Société française pour l'histoire des sciences de l'homme (SFHSH), association à but non lucratif créée en 1986, rassemble des chercheurs ayant pour but de promouvoir des études historiographique relatives aux sciences sociales et humaines. La plupart des colloques annuels organisés par la SFHSH ont été publiés, dont un certain nombre ont paru dans la collection « Histoire des sciences humaines » créée chez L’Harmattan en 1994 par Claude Blanckaert et Laurent Mucchielli.

## Tendances, prospective
- Avec la paléoanthropologie, l'histoire environnementale pour ce qui concerne le passé, et les dispositifs de prospective qui se développent dans le monde, les sciences humaines et sociales explorent plus largement la ligne du temps.
- Alors que les crises sanitaires et environnementales ont marqué le XXe siècle, elles tendent aussi à intégrer les interfaces entre société et environnement, en France notamment via le thème « Natures Sciences Sociétés » traité de manière pluridisciplinaire[15](par différents organismes de recherche dont le CNRS, le Cirad, l'Ifremer, l'INRA, l'IRD, l'IRSTEA) et en explorant les questions contemporaines posées à l'échelle planétaire au développement humain et aux générations futures par le dérèglement climatique, la crise de la biodiversité, la surexploitation de nombreuses ressources naturelles, les risques technologiques, les risques naturels et la pollution ainsi que les modes de production et de consommation ou la justice environnementale[16].